# Brassia filomenoi
Brassia filomenoi är en orkidéart som beskrevs av Rudolf Schlechter. Brassia filomenoi ingår i släktet Brassia och familjen orkidéer. Inga underarter finns listade i Catalogue of Life.